# フィロタス (音楽家)
フィロタス（希：Φιλώτας、アルファベット転記：Philotas、ピロタスとも、紀元前5世紀）は古代ギリシアの詩人、音楽家であり、フィロクセノスの弟子である。彼は詩人のティモテオスに一度勝利を得たことのみによって知られている。